# Delege'erhan
Delege'erhan (kinesiska: 德勒格尔罕, 德勒格尔罕苏木) är en socken i Kina. Den ligger i den autonoma regionen Inre Mongoliet, i den norra delen av landet, omkring 350 kilometer nordost om regionhuvudstaden Hohhot.
Genomsnittlig årsnederbörd är 367 millimeter. Den regnigaste månaden är juli, med i genomsnitt 82 mm nederbörd, och den torraste är januari, med 3 mm nederbörd.